# Lebărvurst

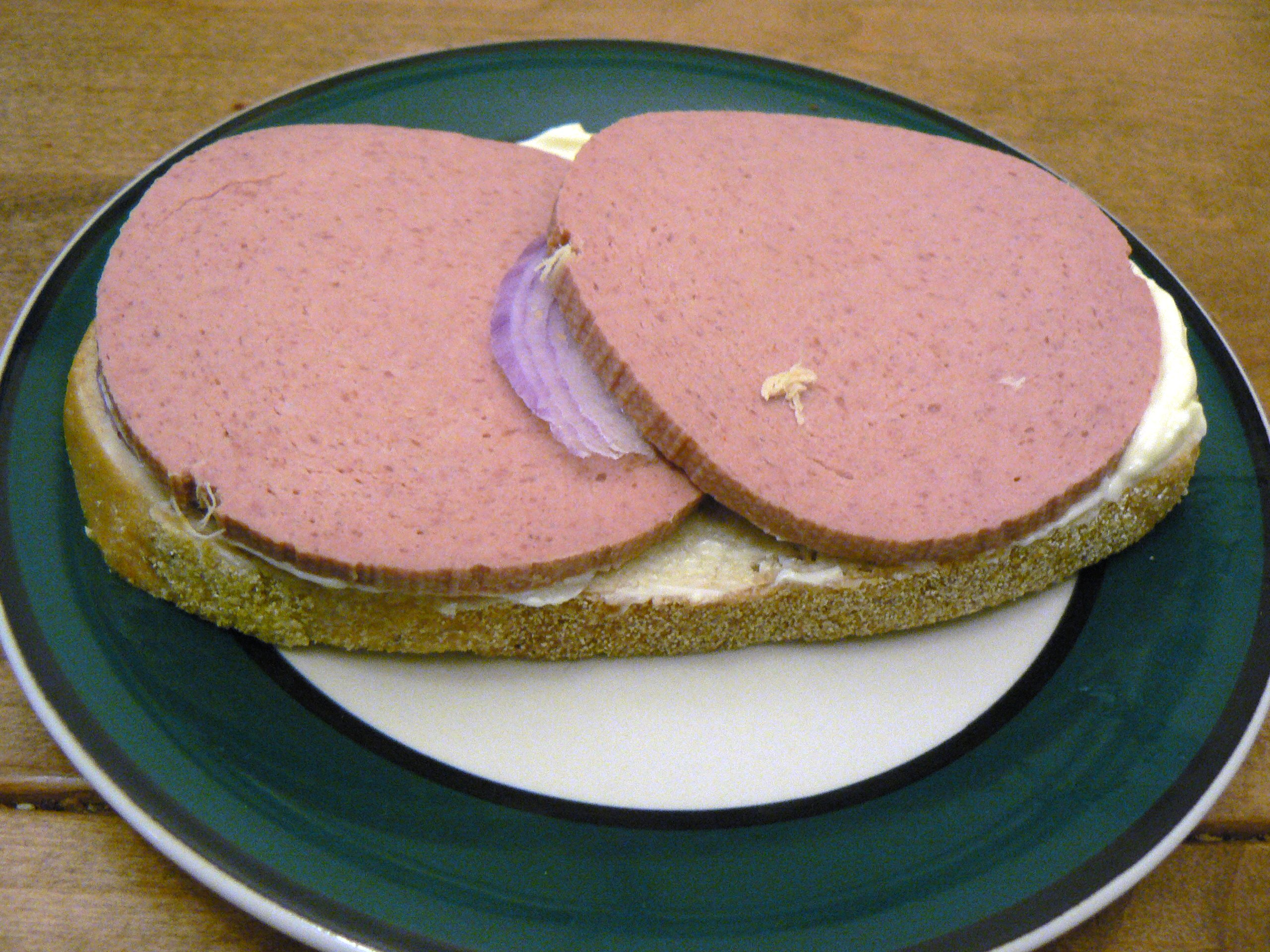
Felii de liverwurst

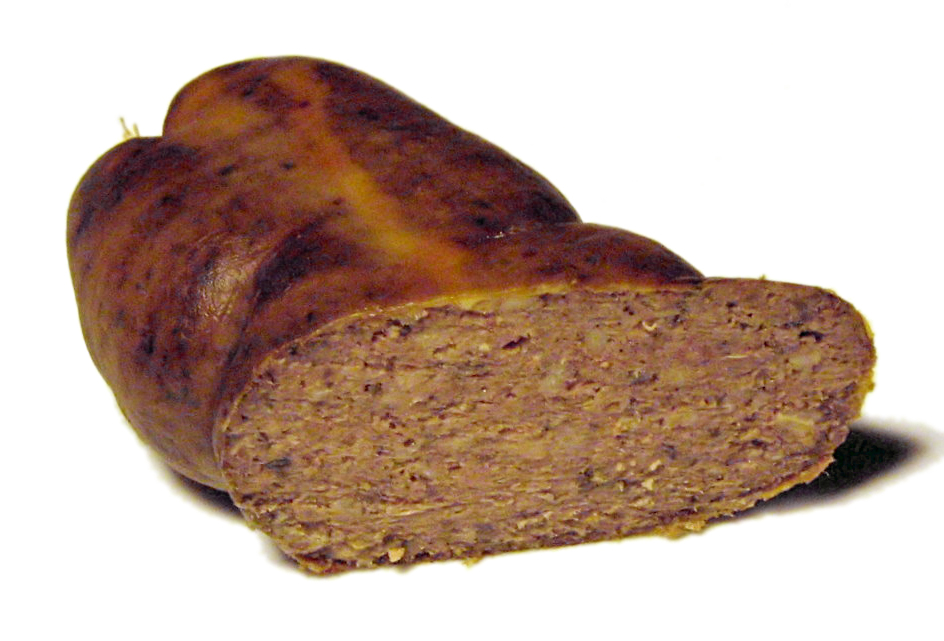
Liverwurst, fiert și afumat

Liverwurst, lebăr, sau cârnat de ficat este un fel de cârnat fabricat din ficat. Se consumă în multe părți ale Europei, inclusiv Austria, Bulgaria, Croația, Republica Cehă, Danemarca, Finlanda, Germania, Ungaria, Letonia, Țările de Jos, Norvegia, Polonia, România, Rusia, Serbia, Slovacia, Slovenia, Suedia, Ucraina, Regatul Unit; se găsește și în America de Nord și de Sud, în special în Argentina și Chile.
Unele soiuri de liverwurst sunt răspândite. Liverwurst-ul conține, de obicei, ficat de porc sau vițel. Alte ingrediente sunt carnea (în special carnea de vițel), grăsimea și condimentele, inclusiv măcinate piper negru, măghiran, ienibahar, cimbru, semințe de muștar măcinate, sau nucșoară. Multe regiuni din Germania au rețete distincte pentru liverwurst. Adăugarea de ingrediente cum ar fi bucăți de ceapă sau bacon la rețetă face fiecare varietate de liverwurst foarte important pentru identitatea culturală. De exemplu, Cârnatul turingian are un statut geografic protejat în întreaga UE. Recent, adăugiri mai exotice, cum ar fi merișorul și ciupercile au câștigat popularitate.